# 鄭巽
郑巽（?—?），唐朝官员，出自荥阳郑氏。唐肃宗的驸马。
唐肃宗第二女蕭國公主先嫁郑巽，郑巽死后，蕭國公主改嫁薛康衡，薛康衡在安史之乱前病死。蕭國公主作为和亲公主，嫁给回纥英武可汗。《新唐书》宰相世系表记载有两个郑巽：一为扶溝尉郑巽，一为定州刺史郑宏之子郑巽。没有明确记载哪个是驸马郑巽。